# Нижні Подгоричі
Нижні Подгоричі (рос. Нижние Подгоричи) — присілок у муніципальному утворенні Присілок Сильково Перемишльського району Калузької області Росії. Населення становить 20 осіб.

## Історія
З 2004 року входить до складу муніципального утворення Присілок Сильково.

## Населення
| 2002 | 2010 |
| ---- | ---- |
| 21   | ↘20  |

## Цікавий факт
У 2019—2022 роках в Нижніх Подгоричах відбувалися зйомки російського комедійно-пригодницького телесеріалу «Жуки» (1-3 сезони).